# Small Soldiers
Small Soldiers è un film commedia d'azione in tecnica mista americano del 1998, diretto da Joe Dante e interpretato da Gregory Smith e Kirsten Dunst, con le voci di Frank Langella e Tommy Lee Jones. Raffigura due fazioni di giocattoli che diventano senzienti dopo essere stati erroneamente dotati con dei microprocessori militari, mettendo in pericolo due famiglie quando una fazione diventa letale nel tentativo di eliminare la fazione nemica.
Uscito il 10 luglio 1998 negli Stati Uniti, il film ha ricevuto recensioni contrastanti, con elogi per la grafica e le scene d'azione, ma critiche per il tono e i contenuti. Fu un fiasco commerciale, incassando quasi 72 milioni di dollari a fronte di un budget di 40 milioni. Small Soldiers ha segnato l'ultimo ruolo cinematografico di Phil Hartman, morto due mesi prima della prima americana del film, ed è dedicato alla sua memoria. Inoltre ha segnato l'ultimo ruolo cinematografico di Clint Walker, che presta la voce al personaggio di Nick Nitro, prima del suo ritiro.

## Trama
(Chip Hazard)
Quando la principale multinazionale della difesa GloboTech Industries acquisisce la Heartland Toy Company, il carismatico magnate CEO Gil Mars commissiona ai design di giocattoli Larry Benson e Irwin Wayfair lo sviluppo di giocattoli intelligenti. Mars seleziona le action figure "Commando Elite" di Larry (soldati in pieno stile americano) per il progetto, con i "Gorgonauti" di Irwin (mostri pacifici alla ricerca della loro terra perduta, destinati a essere giocattoli educativi) come loro nemici. Di fronte a una scadenza ravvicinata, Larry equipaggia inconsapevolmente i giocattoli con il microprocessore X-1000 della GloboTech.
Lavorando nel negozio di giocattoli della sua famiglia, l'adolescente Alan Abernathy (senza il consenso di suo padre) convince l'autista delle consegne Joe a consegnargli una spedizione dei nuovi giocattoli della GloboTech, attivando il maggiore Chip Hazard (capo del Commando Elite) e Archer (capo dei Gorgonauti). La vicina di casa e cotta di Alan, Christy Fimple, acquista Chip Hazard come regalo di compleanno per suo fratello, Timmy. Quando Alan torna a casa, scopre Archer nel suo zaino, rendendosi conto che i giocattoli sono essenzialmente autocoscienti e capaci di apprendere. Proprio quella notte, Chip Hazard attiva i suoi compagni per attaccare i Gorgonauti e, la mattina seguente, Alan trova il negozio in disordine e i nuovi giocattoli scomparsi di conseguenza. Christy aiuta a ripulire e Alan chiama il servizio clienti della GloboTech per presentare un reclamo. Larry e Irwin ascoltano il suo messaggio e scoprono che l'X-1000 è un chip di intelligenza artificiale per uso militare, suscettibile agli impulsi elettromagnetici.
Seguendo Alan a casa, il Commando Elite interroga Archer e tentano di ucciderlo in cucina, ma Alan interviene e viene attaccato da Nick Nitro, che ferisce mortalmente nello smaltimento dei rifiuti. I suoi genitori, Stuart e Irene, sentono il trambusto e arrivano in cucina. Alan tenta di spiegare cosa sta succedendo, ma con Archer che non supporta la sua spiegazione, nessuno dei suoi genitori gli crede. Il giorno dopo, Alan e Archer trovano i Gorgonauti nel cassonetto del negozio; a differenza del militante Commando Elite, i Gorgonauti sono stati programmati con le personalità originali amichevoli e curiose di Irwin, e cercano semplicemente il loro pianeta natale Gorgon, che credono sia il Parco nazionale di Yosemite. Intercettando la linea telefonica degli Abernathy, il Commando Elite viene a conoscenza dell'interesse di Alan per Christy, catturano suo fratello Timmy, sedano i loro genitori e usano il chip di Nick Nitro per trasformare le bambole alla moda "Gwendy" di Christy in truppe ausiliarie. Prendendo Christy in ostaggio, intendono costringere Alan a consegnare loro i Gorgonauti.
Alan e Archer si intrufolano nella casa dei Fimple per salvare Christy, ma si imbattono nelle sue bambole Gwendy, che sottomettono rapidamente Alan, ma Archer libera Christy e insieme salvano Alan e distruggono le bambole prima di fuggire. Il Commando Elite li insegue con veicoli improvvisati costruiti nel garage dei Fimple, ma vengono tutti distrutti in un incidente dove solo Chip Hazard sopravvive. I due adolescenti e Archer tornano a casa di Alan, solo per trovare entrambe le loro famiglie che li aspettano, credendo che Alan abbia rapito Christy e immobilizzato i Fimple. Questa volta, Stuart e Irene credono al resoconto di Alan e Christy sui Gorgonauti e sul Commando Elite, ma Phil e Marion, i genitori di Christy, rimangano scettici. Irwin e Larry arrivano in casa e parlano con Alan del messaggio. In quel momento, Chip Hazard attacca la casa con una nuova forza di Commando Elite da una spedizione di richiamo dirottata da Joe e con veicoli e armi improvvisati, provocando l'interruzione dell'alimentazione elettrica della casa e causando l'assedio alla casa.
Ispirato al consiglio di Irwin di creare un'esplosione di impulsi elettromagnetici, Alan esce per forzare un sovraccarico delle linee elettriche. Christy, Irwin e Larry si dirigono verso la casa dei Fimple per accendere tutti gli oggetti elettronici all'interno e incuneare gli interruttori automatici per un aumento maggiore. Convinti da Archer che nascondendosi non si risolve nulla, i Gorgonauti escono allo scoperto e combattono contro il Commando Elite. Salendo sul palo della luce, Alan viene attaccato da Chip Hazard, che combatte e sconfigge Archer, ma Alan lo spinge nei trasformatori di potenza, innescando l'esplosione dell'EMP, che distrugge Chip Hazard insieme al rimanente Commando Elite.
Al mattino, Gil Mars arriva sul suo elicottero durante la pulizia da parte della polizia e dei vigili del fuoco, ripagando Joe e le due famiglie per i danni, oltre a comprare il loro silenzio dai media e ordina a Larry e Irwin di riutilizzare il Commando Elite per uso militare riprogrammandoli, sicuro che faranno scalpore nelle battaglie. Alan e Christy si separano in termini molto amichevoli, dopo aver concordato di iniziare una relazione tra loro. Alan in seguito scopre che i Gorgonauti si sono riparati dall'esplosione dell'EMP nascondendosi sotto la parabola satellitare dei Fimple. Alan porta i Gorgonauti nel Parco nazionale di Yosemite, condividendo un addio prima di mandarli sulla barca giocattolo di suo padre per trovare la loro casa.

## Personaggi

### Umani
- Alan Abernathy: uno dei due protagonisti del film, è un ragazzo di 15 anni, coraggioso e molto intelligente, ma anche solitario e senza amici della sua età, che gestisce part-time un negozio di giocattoli. Figlio di Stuart Abernathy, è il primo a scoprire che i giocattoli sono vivi e che hanno il chip X-1000 nel loro 'cervello'. È stato espulso da ben due licei per aver combinato diversi guai ai danni dei professori, definito per questo un piantagrane, ma ora è più responsabile e gentile. Fa amicizia con i Gorgonauti e diventa il loro principale protettore. Sviluppa anche un legame romantico con la sua vicina di casa, Christy Fimple.
- Christy Fimple: la protagonista femminile del film, è una ragazza graziosa di cui Alan ha una cotta segreta, che però frequenta Brad; ma quando viene salvata da Alan, le sue attenzioni si concentrano invece su quest'ultimo. Ha un fratello minore.
- Irwin Wayfair: Un designer di giocattoli, creatore dei Gorgonauti per scopi educativi. Si preoccupa di portare gioia ai bambini, temendo (giustamente) che Gil Mars pensi solo ai profitti. Scopre che il suo collega Larry Benson ha messo i chip X-1000 nei giocattoli.
- Larry Benson: Un designer di giocattoli, creatore del Commando Elite. È opportunista e disposto a tutto per fare carriera, prendendosi il merito delle idee di Irwin. È anche irresponsabile, poiché mette i chip X-1000 nei giocattoli senza sapere che sono costruiti per il Dipartimento della Difesa, causando una catastrofe.
- Gil Mars: l'amministratore delegato della GloboTech, un'azienda tecnologica d'avanguardia. Arrogante, avido, presuntuoso e narcisista, vuole sempre essere un passo avanti ai suoi concorrenti. Funge da antagonista di Irwin Wayfair e incarna l'essenza del capitalismo aziendale. Pur essendo avido, vuole produrre e vendere prodotti veramente buoni, invece di affidarsi a pubblicità ingannevoli per venderne di mediocri.
- Stuart Abernathy: il padre di Alan, proprietario del negozio di giocattoli Inner Child.
- Irene Abernathy: la madre di Alan. È brava a tennis, respingendo le palle infuocate del Commando Elite durante la battaglia finale.
- Phil Fimple: il padre di Christy. Ama l'alta tecnologia e non va molto d'accordo con i suoi vicini, gli Abernathy.
- Marion Fimple: la madre di Christy. Fa le cose al suo ritmo.
- Timmy Fimple: fratellino di Christy, che alla fine cambierà idea sul suo regalo di compleanno: dai Commando Elite ai vestiti.
- Joe: amico di Alan, è un anziano fattorino camionista che trasporta modelli di giocattoli. Viene anche preso in ostaggio dal maggiore Chip Hazard, che requisisce il suo camion pieno di modelli del Commando Elite per uccidere i protagonisti. Alla fine viene liberato.
- Brad: è il ragazzo di Christy; a causa della cotta che ha per lei, Alan non ci va d'accordo.

### Gorgonauti
Creati da Irwin Wayfair. Sebbene siano stati trattati come cattivi da Gil Mars, sono mostri che apprezzano la natura, la pace e la libertà. Forse perché originariamente concepiti per un programma di apprendimento linguistico per bambini, sono amichevoli nonostante il loro aspetto sgradevole. Il loro più grande desiderio è raggiungere la loro patria, Gorgon. Hanno un rapporto antagonistico con il Commando Elite, una forza militare, e sono programmati per perdere contro di loro. Non approvano di fare del male ai civili, si nascondono sempre e cercano fondamentalmente di risolvere le cose attraverso la conversazione (tuttavia, a volte brandiscono le loro armi per autodifesa e sono in realtà più abili in combattimento del Commando Elite). Come giocattoli, come il Commando Elite, erano originariamente concepiti come giocattoli interattivi, ma dopo l'integrazione dell'X-1000, iniziano a muoversi come giocattoli mobili indipendenti. Non è chiaro alla fine della storia, cosa succederà a tutti gli altri Gorgonauti prodotti, che non sono usciti su mercato
- Archer: uno dei due protagonisti del film, è il capo dei Gorgonauti, simile ad un felino antropomorfo con una balestra legata sul braccio sinistro. Stringe amicizia con Alan Abernathy e lo aiuta più volte a difenderlo dal malvagio Commando Elite guidato dal suo acerrimo nemico, il maggiore Chip Hazard. A dispetto del suo ruolo di nemico del Commando, è molto educato, giudizioso, umile, coraggioso, carismatico e gentile, e vuole pace e giustizia. Il personaggio condivide somiglianze con He-Man, la Bestia, Optimus Prime e Buzz Lightyear.
- Slamfist: il migliore amico di Archer, simile ad un orco gobbo con una grande pietra rotonda nella mano sinistra. Può sembrare piuttosto duro, ma è gentile, tranquillo e bonario.
- Ocula: il più inoffensivo dei Gorgonauti, con un solo occhio e un collo lungo, e si muove su 3 zampe. È molto timido e può parlare solo con strilli a differenza degli altri Gorgonauti, e non sembra contrario a mettere a rischio il suo unico occhio.
- Punch-It & Scratch-It: uno è il più grosso dei Gorgonauti, di colore blu e simile a un Brontotero, mentre l'altro è il Gorgonauta più piccolo, simile ad una rana con due zampe. Scratch-It sembra impermeabile all'acqua e può essere catapultato, mentre Punch-It è quello più forte e può resistere a pesanti colpi. Sono compagni costanti.
- Insaniac: il Gorgonauta con la pelle viola. È iperattivo e pieno di energia, parla sempre velocemente e ride in modo isterico. Quando è particolarmente eccitato, ruota come una trottola in modo identico a Taz dei Looney Tunes.
- Troglokhan: il navigatore blu e secondo in comando. Inizialmente è stato distrutto dal Commando Elite, ma poi è stato ricostruito dai suoi compagni con scarti elettronici, modificando di conseguenza il suo aspetto, e il suo nuovo nome è Frankenstein.

### Commando Elite
Creati da Larry Benson, sono un'unità di sei soldati d'élite nemici dei Gorgonauti. Vengono scelti da Gil Mars come eroi al servizio della giustizia. La loro priorità assoluta è eliminare i Gorgonauti e non mostrano pietà a nessuno che si mette sulla loro strada, nemmeno ai civili. Come i Gorgonauti, originariamente sono stati creati come action figure interattive, ma dopo essere stati dotati della più recente intelligenza artificiale militare, si comportano come dei veri soldati, causando scompiglio. Sono straordinariamente intelligenti e possiedono abilità tecnologiche che rivaleggiano con quelle umane, come trasformare una pistola sparachiodi in una mitragliatrice e inserire un nucleo nelle bambole Gwendy di Christy per trasformarle in soldati al loro stesso livello. Lanciano un attacco a oltranza contro l'umanità, inclusi i Gorgonauti e Alan, ma vengono sconfitti grazie a una debolezza fatale nei loro chip: non possono resistere agli impulsi elettromagnetici. Dopo la loro sconfitta, Gil Mars, avendo compreso quanto siano efficenti, da l'ordine di fare riprogrammare tutto il Commando Elite rimasti nei magazzini e venderli all'esercito, sicuro che faranno scalpore in battaglia.
- Maggiore Chip Hazard: l'antagonista principale del film, nonché il capo del Commando Elite e l'arcinemico di Archer. Mentre tiene molto ai suoi uomini, Link Static e Nick Nitro hanno una relazione intima con lui. A causa del suo status di action figure xenofobo e bellicoso, potrebbe essere considerato un omaggio al Terminator, ma condivide somiglianze con Chucky, il sergente maggiore Hartman, il Comandante Cobra, Megatron, l'imperatore Zurg e Due Facce. Il suo motto principale è "Sarà battaglia senza pietà."
- Butch Meathook: il cecchino e unico afro-americano del gruppo. Ha una vista incredibile e il raggio di tiro più lungo di qualsiasi membro del Commando Elite. È uno dei soldati migliori e forse il più calmo, affidabile e di buon carattere rispetto al resto del Commando, ma può essere felice e assetato di sangue come il resto del Commando. Il suo motto è "da qualsiasi distanza".
- Nick Nitro: il responsabile in demolizioni, che si distingue per la sua acconciatura alla moicana. Durante l'adunata, Chip Hazard menziona il servizio con suo padre e, di conseguenza, lui e il maggiore hanno un rapporto molto stretto. È famoso per l'uso eccessivo di esplosivi e la sua personalità indipendente. Il suo motto è "demolire è la mia missione".
- Brick Bazooka: l'esperto in artiglieria. Ha i capelli biondi a spazzola ed è il più giovane e più grosso del Commando. Ha un atteggiamento molto sollevato ed entusiasta di essere nel Commando. Fa tutto il possibile per aiutare i suoi compagni con le munizioni di cui hanno bisogno per distruggere qualsiasi Gorgonauta. Il suo motto è "sempre acceso come una miccia".
- Link Static: l'esperto in comunicazioni, dotato di una cintura che funziona da ricetrasmittente e registratore. Le sue specialità sono l'hacking, e la conversione e acquisizione di informazioni. Viene spesso visto sorvegliare Alan, osservare dagli alberi o intercettare la sua linea telefonica mentre fa rapporto a Chip Hazard. Il suo motto è "in attesa di ordini".
- Kip Killigan: l'esperto in guerriglia e sabotaggi del Commando. È l'unico con un sigaro in bocca e indossa uno shuriken sul petto. Durante la battaglia finale, provoca il blackout nella casa degli Abernathy, impedendo ai protagonisti di usare la luce e il telefono. Il suo motto è "furbo come una volpe".

## Produzione
Le riprese del film si svolsero dal 3 novembre 1997 al 10 marzo 1998.
Il film è dedicato alla memoria di Phil Hartman, l'attore che interpreta Mr. Fimple, il padre di Christy, assassinato dalla moglie due mesi prima dell'uscita nelle sale.

## Colonna sonora
Nella scena in cui le bambole assalgono Christy è stata usata come colonna sonora Communication Breakdown dei Led Zeppelin. Il gruppo hard rock ne ha concesso l'utilizzo solo per questo film e per School of Rock con Jack Black.
1. Gary Glitter – Rock and Roll (Part 2)
2. Rush – Tom Sawyer (feat. Dj Z-Trip)
3. Queen – Another One Bites The Dust
4. Led Zeppelin – Communication Breakdown
5. Edwin Starr – War
6. The Cult – Love Removal Machine
7. Cheap Trick – Surrender
8. Spice Girls – Wannabe
9. Richard Wagner – Ride of the Valkyries
10. The Pretenders – My City Was Gone (feat. Kool Keith & Butcher Brothers)
11. Dj Kay-Gee – Love Is A Battlefield
12. Bone Thugs -n- Harmony – War

## Distribuzione
Il film è uscito negli USA il 10 luglio 1998 ed in Italia il 16 ottobre dello stesso anno.

## Accoglienza

### Incassi
Il film ha incassato $ 55,2 milioni in Nord America e $ 87,5 milioni nel resto del mondo con un budget di $ 40 milioni.

### Critica
Su Rotten Tomatoes, un aggregatore di recensioni, riporta una percentuale del 48% delle 44 recensioni date al film con un punteggio medio di 6.2/10. Il consenso della critica afferma: "Small Soldiers ha un sacco di abbagliamento visivo, ma la storia meccanica si dimostra deludentemente carente dello spirito anarchico del regista Joe Dante." Il pubblico intervistato da CinemaScore ha dato al film B+ come in una scala da A+ a F.
Gene Siskel e Roger Ebert gli hanno dato due pollici in giù. Ebert ha dato al film 2,5 stelle su 4, dicendo: "I giocattoli sono presentati come individui che possono pensare da soli, e tra loro ci sono eroi e cattivi credibili. Per i bambini più piccoli, questa potrebbe essere un'esperienza terrificante." Caroline Westbrook della rivista Empire ha dato al film 3 stelle su 5 e ha detto: "Sono i Gremlins con i soldatini, tranne che non sono così cupi o divertenti."

## Riconoscimenti
1998 - International Film Music Critics Award
- Miglior colonna sonora in un film d'azione a Jerry Goldsmith

1998 - Sitges - Festival internazionale del cinema fantastico della Catalogna
- Miglior colonna sonora a Jerry Goldsmith
- Migliori effetti speciali a Stan Winston e Stefen Fangmeier
- Nomination Miglior film

1999 - Young Artist Award
- Nomination Miglior performance in un film - Giovane attore protagonista a Gregory Smith
- Nomination Miglior performance in un film - Giovane attrice protagonista a Kirsten Dunst

1998 - YoungStar Awards
- Nomination Miglior performance di un giovane attore in un film per famiglie a Gregory Smith

## Altri media
Tre mesi dopo l’uscita del film è stato pubblicato un omonimo videogioco, sviluppato da DreamWorks Interactive e pubblicato da Electronic Arts per PlayStation, Microsoft Windows e Game Boy, che però non segue affatto la stessa storia dell'omonimo film, ma è basato sul mondo immaginario di Gorgon, dove i personaggi sono esseri viventi, piuttosto che giocattoli animatronici. Kenner Products ha prodotto una linea di giocattoli raffiguranti i Gorgonauti e i Commando Elite.
Burger King ha anche collaborato con il film per promuovere il nuovo prodotto Rodeo Burger; la scelta tuttavia generò alcune polemiche dopo che la pellicola ottenne un PG-13 dalla Motion Picture Association of America. Pertanto, insieme ai giocattoli raffiguranti i personaggi del film, fu aggiunto un avviso nell'opuscolo che precisava come i giocattoli fossero adatti ai bambini di tutte le età mentre il film "può contenere materiale inappropriato per i bambini più piccoli".

## Curiosità
Il regista Joe Dante è stato anche il regista del film Gremlins e si diverte ad omaggiare quella pellicola diverse volte. Infatti la password di uno degli scienziati è "Gizmo", il nome dell'unico mogway buono del film. Inoltre quando Alan trova i gorgonauti nel cassone dei rifiuti si può vedere in mezzo a loro un pupazzetto che raffigura il piccolo mogway Gizmo. Infine, l'attore Dick Miller, che in questo film interpreta il ruolo di Joe, aveva lavorato sia in Gremlins che in Gremlins 2 - La nuova stirpe nel ruolo di Murray Futterman. Un altro riferimento al film Gremlins si può notare quando, nella prima discussione che avviene nella camera di Alan tra lui ed Archer, il ragazzo minaccia il giocattolo di metterlo nel microonde.